# Dream T Entertainment
Dream T Entertainment Co.,Ltd. (tiếng Hàn: 드림티엔터테인먼트) là một công ty giải trí cũ của Hàn Quốc được thành lập vào năm 2009 bởi Lee Jong-seok.
Năm 2013, Imagine Asia trở thành cổ đông lớn của Dream T sau khi mua lại 100% toàn bộ công ty.
Vào tháng 7 năm 2015, Dream T Entertainment thông báo rằng họ đã mua lại 41% cổ phần của YMC Entertainment cùng với công ty mẹ Dream T Entertainment, Imagine Asia cũng mua lại 39% cổ phần của YMC Entertainment.

## Cựu nghệ sĩ
- Girl's Day (2010–2019)[4][5]
  - Jisun (2010)
  - Jiin (2010)
  - Jihae (2010–2012)
  - Sojin (2010–2019)
  - Yura (2010–2019)
  - Minah (2010–2019)
  - Hyeri (2010–2019)
- Jevice (2012–2014)
- MC Mong (2016–2018)
- MAP6 (2016–2018)
- I'M (2016–2018)
- Ji Hyun-woo (2016–2019)
- Hyang Un-mi
- Lee Ji-an
- Kim Min-jun (2017–2019)
- Baek Seung-heon (2017–2019)
- Hong Soo-ah (2016–2019)

## Các phim đã đóng
- Secrets of Women (KBS2 nối tiếp, 2016) (với DK E&M)